# Thymebatis
Thymebatis is een geslacht van insecten uit de orde vliesvleugeligen (Hymenoptera) en de familie Ichneumonidae.

## Soorten
- T. aequicinctus (Spinola, 1851)
- T. anthracina (Spinola, 1851)
- T. bicolor Brethes, 1909
- T. cerasina (Brethes, 1909)
- T. hichinsi Porter, 1980
- T. hypsista Porter, 1980
- T. neotropica (Schrottky, 1910)
- T. pacifica (Cameron, 1886)
- T. patricia (Haliday, 1836)
- T. similis (Brethes, 1909)
- T. tartarea (Spinola, 1851)